# 马尔泰讷维尔
马尔泰讷维尔（法語：Martainneville，法語發音：[maʁtɛ̃nvil]）是法国上法蘭西大區索姆省的一个市镇，属于阿布维尔区。

## 地理
马尔泰讷维尔（50°0'0"N, 1°42'24"E）面积7.58 平方千米，位于法国上法蘭西大區索姆省，该省份为法国北部沿海省份，北起加来海峡省和北部省，西接滨海塞纳省和大西洋英吉利海峡，南至瓦兹省，东临埃纳省。
与马尔泰讷维尔接壤的市镇（或旧市镇、城区）包括：圣马克桑、比安库尔、格雷博梅尼勒、朗比雷勒、维默地区图尔斯、勒特朗莱、维姆。

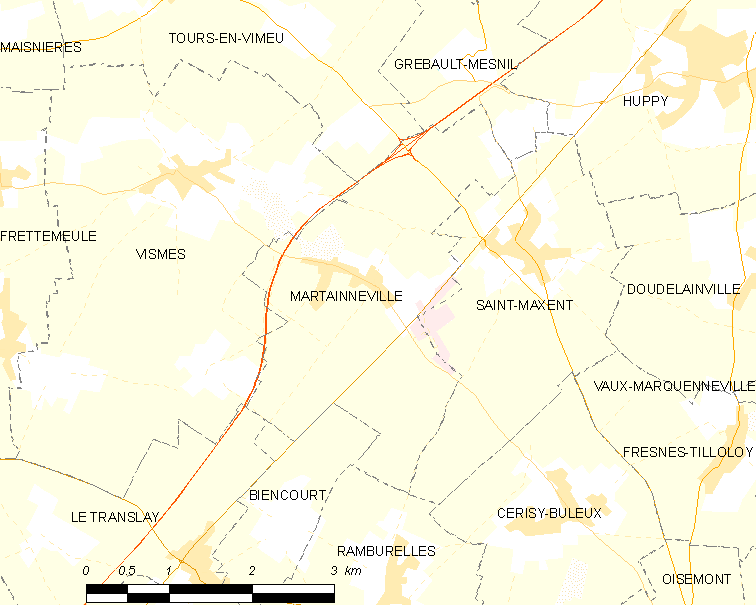
马尔泰讷维尔的OSM定位图

马尔泰讷维尔的时区为UTC+01:00、UTC+02:00（夏令时）。

## 行政
马尔泰讷维尔的邮政编码为80140，INSEE市镇编码为80518。

## 政治
马尔泰讷维尔所属的省级选区为加马什县。

## 人口

1962-2008年间马尔泰讷维尔人口变化图示

马尔泰讷维尔于2022年1月1日时的人口数量为421人。